# Moteur diesel intelligent (marine)

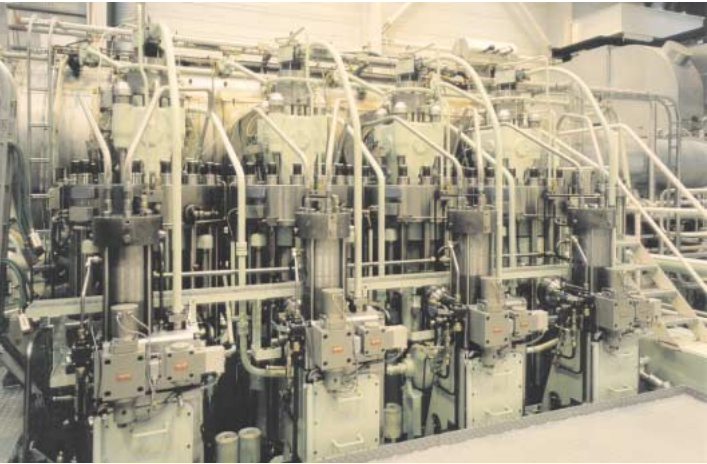
Photographie d'un Moteur diesel dit « intelligent » (MAN*), utilisé dans la marine marchande
_{(*MAN signifiait originellement 'Maschinenfabrik Augsburg-Nürnberg AG')}

Les moteurs diesel intelligents parfois aussi dénommés « smart diesels » sont des moteurs sans arbre à cames fonctionnant grâce à une électronique contrôlant avec plus de précision l'injection de carburant et les actionneurs de valves d'émission des gaz du moteur. La R&D permet aujourd'hui  de produire des diesels « basse-vitesse » pour des navires neufs (et bientôt peut-être pour des péniches)De tels moteurs sont par exemple développés par MAN B&W diesel et New Sulzer pour la marine. 

## Système intelligent
Le concept de « moteur intelligent » évoque l'idée d'un moteur capable de penser pour lui-même et de s'adapter dans une certaine mesure aux évolutions du contexte.
Le « cerveau » du système est un système électronique de commande qui analyse en temps réel l'état du moteur et son fonctionnement  (température, injection de carburant, gestion des gaz d'échappement, besoins de lubrification, fonctionnement du turbo, etc.) de manière que le moteur fonctionne  sans heurts en consommant le moins de carburant possible et en polluant aussi peu que possible.
Grâce à un monitoring des contraintes physiques assuré par de nombreux capteurs dont les données sont analysées par des calculateurs, le moteur intelligent devrait aussi être capable de se protéger activement contre les dommages dus à la surcharge, à un manque de l'entretien ou à des usages inadaptés. 
Les systèmes intelligents de contrôle doivent aussi permettre, dans une certaine mesure, au pilote ou conducteur de reprendre la main ou d'ajuster manuellement certaines variables, via des commandes (manuelles physiques et/ou électroniques) permettant au pilote ou à d'autres opérateurs d'aussi concevoir des programmes spécifiques pour, par exemple, optimiser l'économie de carburant, les émissions polluantes, la puissance, avec une performance élevée ou maximisée sous différentes charges.

## Remplacement de l'arbre à cames
L'arbre à cames permet non seulement de contrôler le rythme d'ouverture et de fermeture des soupapes et l'injection de carburant à travers ses cames, mais il est aussi responsable de la force mécanique nécessaire pour effectivement ouvrir et fermer les vannes et animer la pompe à carburant. 
Un système intelligent sans arbre à cames peut aussi utiliser la rotation du moteur pour alimenter une pompe à piston axial qui met sous pression un système hydraulique à huile. 
L'énergie potentielle de la pression hydraulique est dirigée par le servo-système  électronique pour faire fonctionner le système intelligent d'injection de carburant (InFi pour Intelligent Fuel Injection) et l'actionneur de valve intelligente et lInVA (Intelligent Valve Actuation) systems.

## Amélioration du moteur diesel marin
Un moteur diesel intelligent sans arbre à cames permet plusieurs améliorations potentielles pour les principaux moteurs diesel marins. Le calage variable électronique des soupapes d'injection de carburant et d'échappement permet de diminuer la consommation et de meilleurs paramètres de performance. La commande électronique facilite aussi la gestion de manœuvres avec le moteur tournant à bas régime (marche arrière, accostage, manœuvre d'évitement, etc.). 
Grâce au système Infi intelligent le pilote et l'exploitant du navire peuvent contrôler plus précisément la consommation de carburant et s'ils le souhaitent  polluer aussi peu que possible. Le système de monitoring du moteur, hautement intégré permet potentiellement d'espacer les révisions en répartissant au mieux la contrainte thermique entre les cylindres.

## Le Smart diesel en service
Le tanker chimiquier Bow Cecil a été l'un des premiers navires construits avec un moteur dit intelligent. Le succès de son moteur (MAN diesel 7S50ME-c) démontre à l'industrie que le moteur intelligent est une option viable pour la marine.